# Hersekli Ahmed Paşa
Hersekli Ahmed Paşa (1459 - 21 de julio de 1517) fue Gran Visir del Imperio Otomano.
Nació en 1459 en Herceg Novi y provenía de la Casa de Kosača. Era el tercer hijo de Stefan Vukčić Kozača, duque de San Sava, el noble más poderoso del Reino de Bosnia.
La familia pertenecía a la iglesia bosnia. Su media hermana se convirtió al catolicismo romano después de su matrimonio, mientras que Stefan se convirtió al Islam y cambió su nombre a Ahmed después de mudarse a Constantinopla alrededor de 1473.
Ahmed sirvió cinco veces como Gran Visir del Imperio Otomano y Gran Almirante del Sultán en el período 1497-1515. En 1484 se casó con Hudi Hatun, la hija del sultán Bayezid II. Murió el 21 de julio de 1517 por causas naturales.